# Михайлівка (станція)
Михайлівка — тупикова вантажна станція Лиманської дирекції Донецької залізниці на відгалуженні від лінії Гродівка — Пласти. Розташована в місті Новогродівка Покровського району Донецької області, неподалік від населених пунктів Маринівка та Михайлівка. Станція обслуговує вугільну шахту «Котляревська» (колишня — «Росія»).
До 20 червня 2023 року станція мала назву Росія (за колишньою однойменною назвою шахти), яка в ході дерусифікації перейменована в Михайлівку, за назвою неподалік розташованого однойменного села.